# 飛虎航空739號班機空難
飛虎航空739號班機（英語：Flying Tiger Line Flight 739）是1架由美軍包租的洛克希德星座號螺旋槳式客機，於1962年3月16日在西太平洋上空失蹤。客機當時運載93名美国陆军士兵和3名越南人，從美國加利福尼亞州特拉维斯空军基地飛往越南西貢（今胡志明市）。在關島安德森空军基地加油之後，這架L-1049超級星座式客機在飛往菲律宾克拉克空军基地的途中失蹤。機上的107人之後下落不明被推定全部罹難。
這架客機的失蹤事故引發了太平洋歷史上最大規模的1次空中與海上搜查行動。在8天的時間裏，美國軍方的4個分支機構出動了飛機與水面艦艇在超過144,000平方英里（370,000平方）的範圍內進行搜尋。1架民用郵輪觀察到1架客機疑似在飛行中發生了爆炸，認爲有可能是失蹤的超級星座式，儘管沒有找到任何客機殘骸或碎片的遺跡。美国民用航空委员会判斷，739號班機有可能在飛行中發生了爆炸，雖然在沒有檢查客機殘骸的情況下無法確定的原因。該次失踪也是洛克希德星座发生的最严重的1起事故。

## 航行
失事客機是1架5年機齡的洛克希德L-1049超級星座式，飛行時間為17,224小時。失事時運載著11位由美國平民組成的機組成員以及96位官兵。該飛機由飛虎航空作爲军事航空运输服务（MATS）包機739號班機營運。
班機載有前往南越的93名經遊騎兵學校訓練的美國陸軍通訊專業下士。他們的任務是支援在西貢訓練越南共和國陸軍去對抗越南南方民族解放陣線游擊隊，飛機上還載有3名南越軍隊官兵。機組成員由11位駐扎於加利福尼亞州的美國平民組成，包括7名男性與4名女性。飛行員是格利高里·P·托馬斯上尉（英語：Gregory P. Thomas）。
1962年3月14日，該班機在格林尼治標準時間在凌晨5點45分從加利福尼亞州特拉維斯空軍基地起飛，目的地是南越西貢。起初計劃經停4座加油站，是夏威夷州檀香山、威克島、關島以及菲律賓克拉克空军基地。班機在3月15日格林尼治時間是上午11點14分抵達美國關島，在之前於檀香山對1號與3號引擎進行了小型維修，後來又在威克島進行了維修。客機於格林尼治時間是中午12點57分離開關島，預計於格林尼治時間在晚間7點16分抵達菲律賓。這次航程需要8個小時飛行1,600英里（2,600），而客機則携帶了能飛行9個小時的燃料。
飛機起飛1個小時25分鐘（85分鐘）之後，格林尼治時間為下午2點22分，飛行員通過無綫電發佈例行消息，並提供了自己的位置，在關島以西280海里（520；320英里）13°40′N 140°0′E / 13.667°N 140.000°E之坐標。飛機預計將在下午3點30分到達14°0′N 135°0′E / 14.000°N 135.000°E之位置。然而這時關島国际飞行勤务站由於出現了嚴重的無綫電靜電問題而臨時遇到了困難。9分鐘之後，關島無綫電報務員試圖與該班機進行聯絡以獲取位置報告，然而卻無法取得聯繫。之後再也沒有看到或者聽到關於該班機之消息。

## 調查工作
1962年3月16日上午，克拉克機場救援統籌中心宣佈該客機失蹤。海軍官兵報告稱，他們認爲客機是在臨近關島的菲律賓地方墜毀。失蹤時天氣晴朗且海面平靜。海軍、空軍、海岸警衛隊及海軍陸戰隊命令飛機與船隻前往該地區。
首日的搜尋工作持續了1夜的時間。在搜索之前2天，船舶在75,000平方英里（190,000平方）範圍的海域上縱橫交錯。美國陸軍部長埃尔维斯·斯塔尔告訴報刊記者：“我們沒有放棄找到這架客之機的希望，願機上人員平安無恙”，并且正在為搜尋與救援工作儘“最大的努力”。經過了4天的搜尋工作之後，美國第十三航空隊少将西奧多·R·米爾頓向報刊記者透露，儘管尋找空難幸存者的機會有可能會落空，但我們“只要有一絲希望，就會盡一切努力去搜尋”。
來自關島、克拉克空軍基地、美國第七艦隊、沖繩縣空軍的飛機也參與了搜尋工作。另外，來自西太平洋衆多美軍基地的水面艦艇與飛機也爲搜尋工作作出貢獻。
搜尋工作在飛機失事8天之後就終止。這次搜尋是當時太平洋地區有史以來最大規模的搜尋工作之1，覆蓋超過200,000平方英里（520,000平方）範圍的海域。

### 陰謀論
739號班機是飛虎航空旗下，在同1天之內遭損毀的2架軍事相關之班機之一。這種現象導致航空公司不少職工與部分媒體，都提出有關班機遭遇摧毀或者串謀的意見。
739號班機與另1架L-1049超級星座式客機都在太平洋時間1962年3月14日上午9點45分從加利福尼亞州特拉維斯空軍基地起飛，幾個小時之後都遭遇了航空事故。其中後者在阿留申群島墜毀並且起火時運載有“機密軍事貨物”。
飛虎航空公司發佈了一則聲明，概述了這2起航空事故的一些可能存在的共同點，包括針對其中1架或者2架飛機的摧毀、以及針對2架班機機組人員以及乘客的綁架事件。該航空公司還强調這些僅僅只是“無端的猜想”，並沒有證據支持這2種觀點。

### 遭遇搗毀的可能性
1艘利比里亚民用郵輪T L Linzen號報告稱在最後1次無綫電聯絡約1個小時30分鐘（90分鐘）之後於客機估計位置附近的上空中看見了1道亮光。美國軍方官員描述爲“足以照亮船隻甲板的亮光”。據報道，該郵輪在關島以西大約500英里（800）觀察到一道閃光，隨後有2道紅光以不同速度立即落入海中。
民用航空委員會的1次調查判斷，郵輪上的目擊者觀察到似乎出現了飛機雲的痕跡，衆多船員也看到有2個火球墜入了海洋。郵輪前往觀察到火球墜入海洋的地點，然而經過6個小時的搜尋工作卻未能發現任何墜落物的痕跡。關島救援總部的發言人說，隨著時間的推移，依然沒有發現任何客機的蹤跡。“這更加肯定郵輪看到該失蹤客機在飛行中發生爆炸的可能性高。”
飛虎航空官方稱，調查結果顯示客機的確發生爆炸，那麽他們先前發表的關於客機遭遇摧毀的説法將得到支持。執行副總裁説到，專家認爲超級星座式客機執行正常飛行任務的過程中不可能會發生爆炸。另外他還聲稱機上沒有物體有足夠强的能力將其完全炸毀，并且“一定是發生了一些暴力事件。”
民用航空委員會確定，鑒於郵輪人員的觀察，該班機很有可能在半空中爆炸。由於沒有找到任何殘骸，因此民航委員會無法確定空難所造成的原因。事故報告所得出的結論為：
對事故所有相關原因的總結表明，客機更傾向於在飛行途中被摧毀。但是由於缺乏任何確鑿的證據，因此委員會無法在任何程度上確定N6921C所遭受的準確境遇。

## 外部連結
- 為1962年空難中蒙難的部隊尋求在越南墻壁上列名 （页面存档备份，存于）